# 山岸公基
山岸 公基（やまぎし こうき、1960年 - ）は、日本の美術史家。奈良教育大学教授。専門分野は造形芸術学（日本美術史・東洋美術史）。密教図像学会・仏教芸術学会・日本文化財科学会会員

## 来歴
1960年、群馬県に生まれる。幼少より仏像に関心を持ち、5歳の時に母と初めて奈良を訪れる。
群馬県立高崎高校78期生で、卒業後東京大学に入学。後期課程で文学部を選択する。1986年、東京大学大学院人文社会系研究科を修了して文学修士号を取得。その後慶應義塾大学大学院文学研究科・文学部に進学し、1989年文学修士号を取得。博士課程に進学する。1991年慶應義塾大学大学院文学研究科博士後期課程を中退。同年名古屋大学文学部に於いて、宮治昭の助手となる。1993年奈良教育大学に助教授として着任。准教授を経て、2010年より奈良教育大学教授を務める。
現在は美術教育講座（伝統文化・文化財）の指導教官として造形芸術学研究室及び美術史(ユーラシア美術史、日本美術史)に関する授業を展開している。

## 主な著書・編集

### 単著
- 「同聚院（旧法性寺五大堂）不動明王像の造立とその意義」（『美術史』第128 冊、1990年）[1]
- 'Some Evidences of Indian Influence on Japanese Ancient Arts'（“Buddhism in India and abroad”, 1996, SOMAIYA PUBLICATION PVT.LTD.Munbai,INDIA）[1]
- 『藤岡の仏像（藤岡市史別巻）』（1999年11月、藤岡市）[1]
- 『奈良の仏教美術　－興福寺の阿修羅像－』（2001年7月、高等教育情報化推進協議会）[2]
- 『仏教新発見02 興福寺』（2007年7月、朝日新聞社）[2]

- 「創建期東大寺大仏殿内所懸大「織成」像再論」（単著。『東大寺の新研究3　東大寺の思想と文化』、p.169-184。2018年3月、法蔵館）
- 「作品研究　地蔵菩薩立像（個人蔵）」（共著。『新編西尾市史研究』4、p.88-98。2018年3月）
- 「―作品研究―奈良・法華寺文殊菩薩騎獅像」（共著。『鹿園雑集』17、p.1-14。2016年3月）
- 「彫刻調査（普門寺の仏像と東三河の古彫刻）」（単著。『豊橋市文化財調査報告書141　普門寺旧境内―総合調査編―』、p.276-311。2016年3月）

### 共著
- 『仏像を旅する　奈良』（1991年6月、至文堂）[1]
- 『カラー版　東洋美術史』（2000年2月、美術出版社）[1]

ほか多数